# Норильск (аэропорт)
Международный Аэропорт «Нори́льск» или Международный Аэропорт Норильск имени Николая Урванцева, на картах Алыкель — аэропорт, расположенный на севере Красноярского края (юг полуострова Таймыр) в тридцати пяти километрах западнее центра города Норильска, неподалёку от посёлка Алыкель. Имеет статус международного аэропорта, является аэродромом совместного базирования с государственной авиацией. Приравнен к условиям международного (пересечение воздушных магистралей: транссибирской и трансатлантической). Официальное название «Норильск (Алыкель)».
Аэропорт является единственной связью севера Красноярского края с другими регионами России, не считая судоходства по реке Енисею и Северному морскому пути. Соединен с Дудинкой и Норильском автомобильным сообщением.
В 2021 году на ПМЭФ компании «Роснефть» и «Норильский никель» договорились о расширении аэропорта, а также о его возвращении к круглосуточному режиму работы без выходных. В настоящий момент аэропорт не работает круглосуточно.

## Описание
Аэровокзал оборудован двумя телескопическими трапами пьедестального типа, которые подходят не ко всем типам воздушных судов, так как не регулируются по высоте. Аэропорт нередко бывает закрыт из-за неблагоприятных метеоусловий: сильного бокового ветра, снежных заносов, обледенения взлётно-посадочной полосы, ограниченной видимости, летом из-за тумана.
В 2016-2018 годах был произведён ремонт ВПП, в результате чего её укоротили с 3430 м до 2821 м.
Вблизи Норильска также есть аэропорт местных воздушных линий Валёк (индекс УООВ).
Часто аэропорт Норильска используется для приёма и отправки спецконтингента (из Красноярска/в Красноярск).
28 января 2023 аэропорт "Норильск" получил статус международного, распоряжение было подписано председателем правительства РФ Михаилом Мишустиным. 

## Модернизация аэропорта
В 2023 году началось обновление аэропорта, которое разделено на 3 этапа. Согласно планам, обновлённая воздушная гавань заработает в полную силу в 2025 году.
Первый этап — обновление стоек регистрации пассажиров: количество стоек будет увеличено до 13, шесть для международных рейсов, семь — внутренних рейсов. Когда не будет международных рейсов, все стойки задействуют под внутренние рейсы для ускоренного обслуживания пассажиров.
Второй этап — обновление багажных лент. Две ленты предназначены для внутренних рейсов, одна — международных рейсов.
На заключительном этапе обновят залы ожидания, откроют новые кафе и магазины.
В аэропорту построят новый грузовой терминал.

## Принимаемые типыВС
Ан-12, Ан-24, Ан-26, Ан-72, Ан-74, Ил-62, Ил-76, Ту-134, Ту-154, Ту-204, Ту-214, Як-40, Як-42, Airbus A300, Airbus A319, Airbus A320, Boeing 737-300(-400,-500,-700,-800), Boeing 757-200, Sukhoi Superjet 100 и более лёгкие, вертолёты всех типов. Классификационное число ВПП (PCN) 47/R/A/X/T.

## Показатели деятельности
| год             | 2010  | 2014  | 2015  | 2016  | 2017  | 2018  | 2019  | 2020  | 2021  |
| тыс. пассажиров | 413,2 | 477,2 | 498,1 | 514,7 | 461,7 | 499,4 | 514,5 | 431,5 | 605,0 |
| Источники:      |       |       |       |       |       |       |       |       |       |

## Частоты связи[источникне указан 1030 дней]
- 118,300 МГц — TOWER (Старт, Посадка, позывной «Норильск-Старт», «Норильск-Посадка»).
- 120,400 МГц — APPROACH (Круг, позывной «Норильск-Круг»).
- 121,700 МГц — GROUND (Руление, позывной «Норильск-Руление»).
- 124,000 МГц — For all ATS units (резервная частота, обычно используется для связи с военными воздушными судами).
- 124,800 МГц — РАЙОН (МДП, позывной «Норильск-район»).
- 126,800 МГц — ATIS (Метео, позывной «Норильск-Метео»).
- 131,700 МГц — ТРАНЗИТ (ПДСП, позывной «Норильск-Транзит»).
- 132,500 МГц — CONTROL (Контроль, позывной «Красноярск-Контроль»).
- 4720 кГц — РАЙОН (позывной «Норильск-радио»).

## Происшествия
- Взлёт Airbus A320 авиакомпании S7 Airlines из аэропорта Норильск. Вид из иллюминатора, 15 мая 2013 года16 ноября 1981 года произошла катастрофа самолёта Ту-154Б-2 СССР-85480 при заходе на посадку в аэропорту Алыкель в сложных метеоусловиях (высота нижней границы облаков 120 м, видимость 1200 м): воздушное судно жёстко приземлилось с вертикальной скоростью 4-5 м/с на скорости 275 км/ч в 470 м от ВПП на заснеженное поле. В 430 м от торца ВПП самолёт правой стороной фюзеляжа и правой плоскостью ударился о каменную насыпь курсового радиомаяка высотой восемь метров и от удара разрушился. Разброс обломков составил 300х70 метров. Девяносто пять пассажиров (из них 16 человек умерли в больницах в течение следующей недели) и четыре члена экипажа (КВС, второй пилот, штурман и бортпроводник) погибли. Шестьдесят пять пассажиров и три члена экипажа получили ранения различной тяжести.[16]

- 22 июня 1992 года произошла катастрофа самолёта Ан-12 RA-11896 при заходе на посадку в аэропорту Алыкель в сложных метеоусловиях (высота нижней границы облаков 100 м). Самолёт отклонился от глиссады, при несвоевременной попытке ухода на второй круг отклонением руля высоты самолёт был выведен на закритические (16°) углы атаки и свалился на левую плоскость с высоты 7-10 м, после чего с углом скольжения 22-25° коснулся левой плоскостью поверхности ВПП и приземлился на ВПП левее осевой линии на левую опору шасси. Продвинувшись по ВПП около 60 м, самолёт отделился от ВПП при взлётном режиме работы двигателей с углом тангажа 14° и перешёл в набор высоты с вертикальной скоростью 7 м/с. На высоте 55 м самолёт снова вышел на закритические углы атаки, произошло повторное сваливание. Предпринятые экипажем действия по парированию сваливания оказались неэффективными. Самолёт в 605 м правее ВПП и в 1332 м от её торца столкнулся с землей с правым креном 45°, приборной скоростью 200 км/ч и вертикальной скоростью 11 м/с со значительным углом тангажа. Десять человек погибли, два выжили.[17][18]
- 24 ноября 2021 года авиалайнер SSJ-100 авиакомпании Red Wings выполнявший рейс WZ-1279 по маршруту Челябинск-Норильск выкатился за пределы ВПП. На борту находился 81 пассажир и 6 членов экипажа. Никто не пострадал.

## Транспортное сообщение с Норильском
- Муниципальный автобус, маршрут № 33, каждые 2 часа с 06:00 до 18:00.
- Автобусное сообщение с Дудинкой.
- Маршрутные такси-микроавтобусы.
- Такси